# Hitachi Energy Arena
Hitachi Energy Arena, (tidigare Iver Arena, Swedbank Arena, Swedbank Park och Solid Park Arena) är en fotbollsanläggning som ingår i Rocklunda IP i stadsdelen Rocklunda i Västerås. Arenan ligger centralt på Rocklunda där det förutom fotboll även kan anordnas utomhuskonserter.

## Historia
Arenan invigdes 2008 med namnet Swedbank Park. Från år 2016 kallades den Solid Park Arena. IT-företaget Solid Park förvärvades januari 2019 av Candidator DGC. I maj 2019 bildades Iver genom samgående av Candidator, DGC och Solid park. Avtalet om namnet Iver Arena gällde från januari 2020.
2023 skrevs ett nytt avtal med företaget Hitachi Energy och arenan döptes om till Hitachi Energy Arena.

## Arenan
Arenan har en publikkapacitet på 8 900 personer. Planen har uppvärmt konstgräs som uppfyller Fifa:s och Uefa:s tekniska rekommendationer för fotbollsarenor. Arenan är hemmaplan för Västerås SK FK (herr och dam), IFK Västerås (herr och dam) och Gideonsbergs IF (dam).
Publikrekordet är 8 714 personer och sattes i en match i Allsvenskan mellan Västerås SK FK och Djurgårdens IF  2024-05-05.

## Bildgalleri

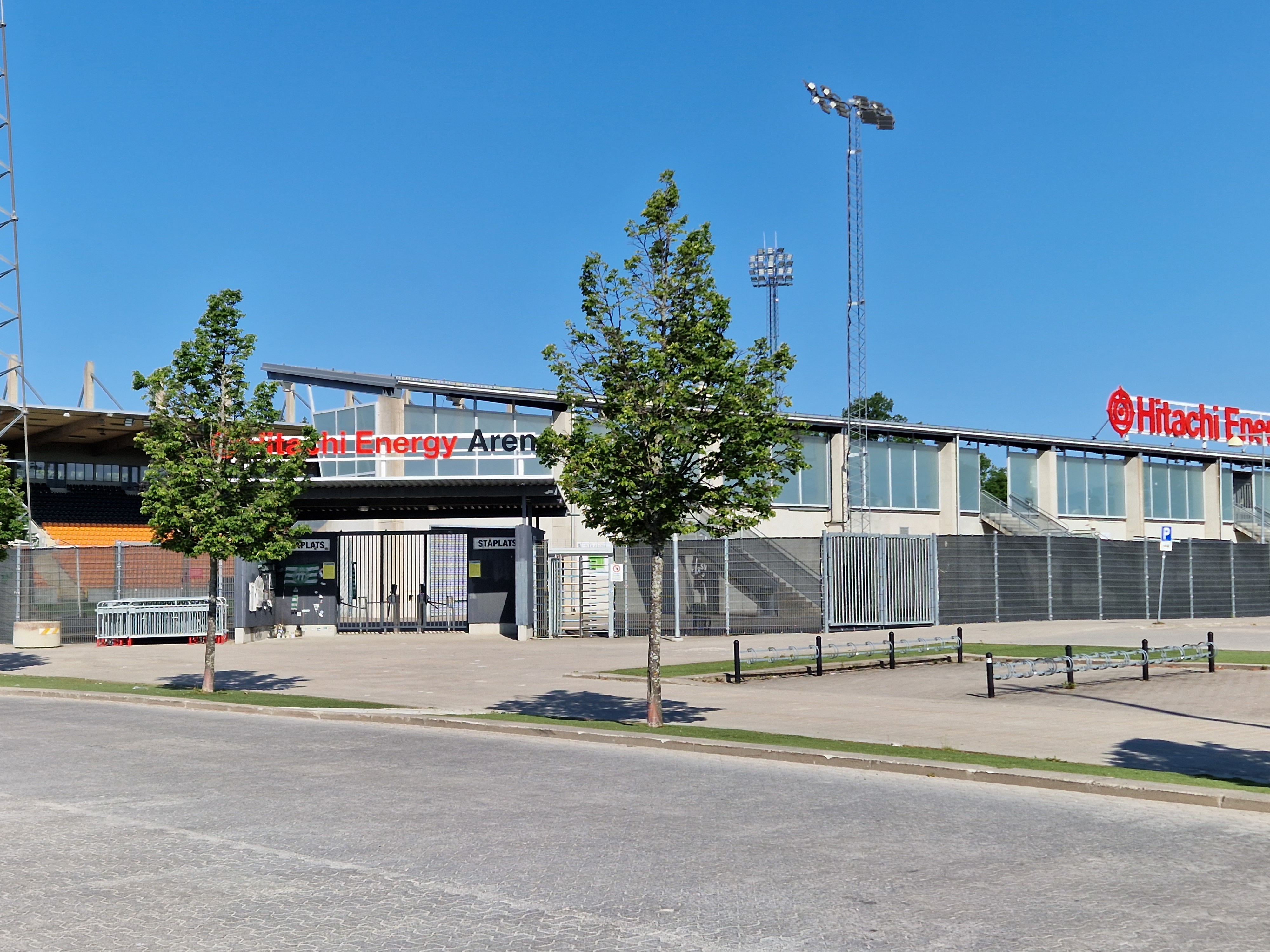
Hitachi Energy Arena södra entrén
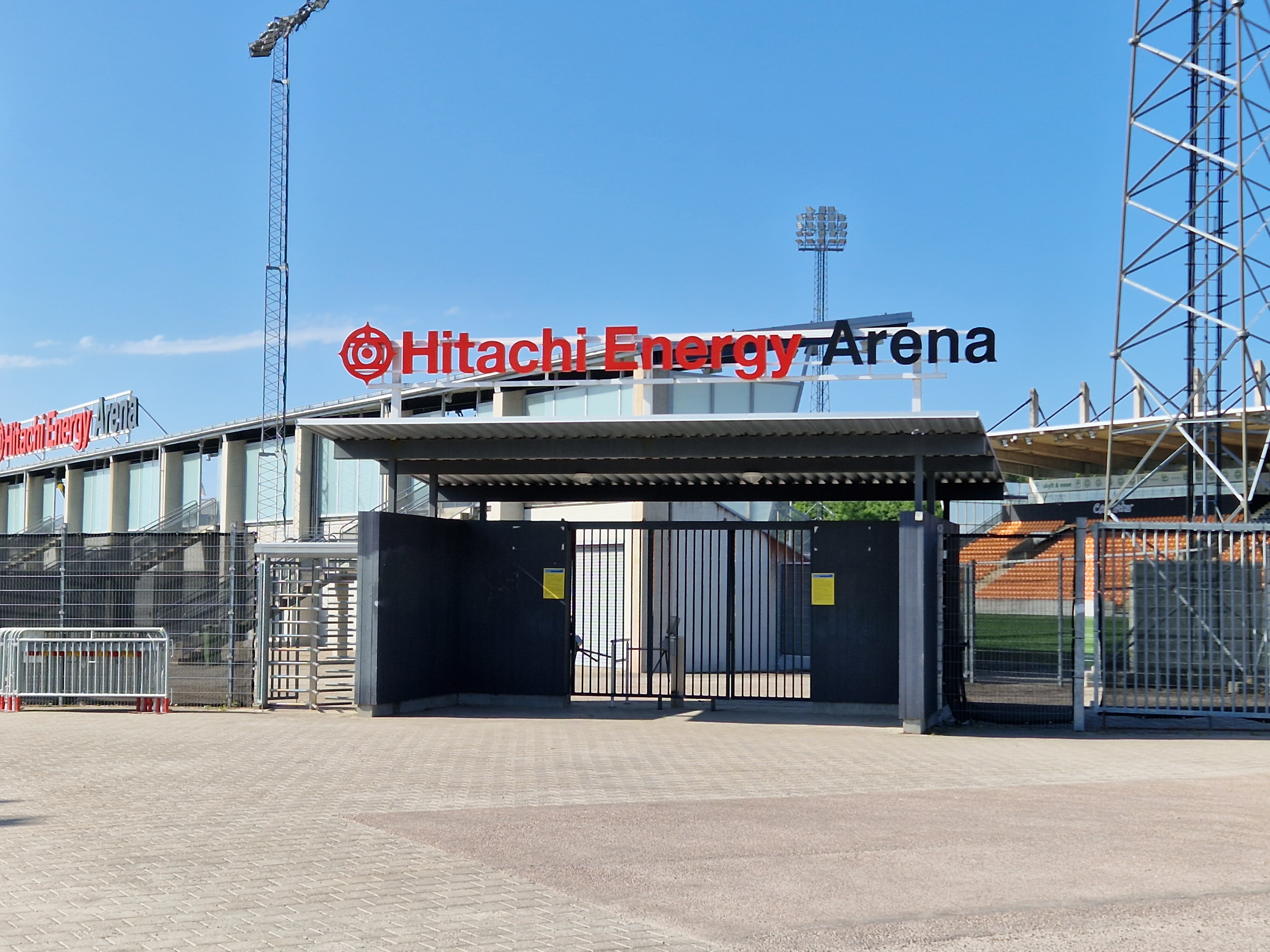
Hitachi Energy Arena norra entrén
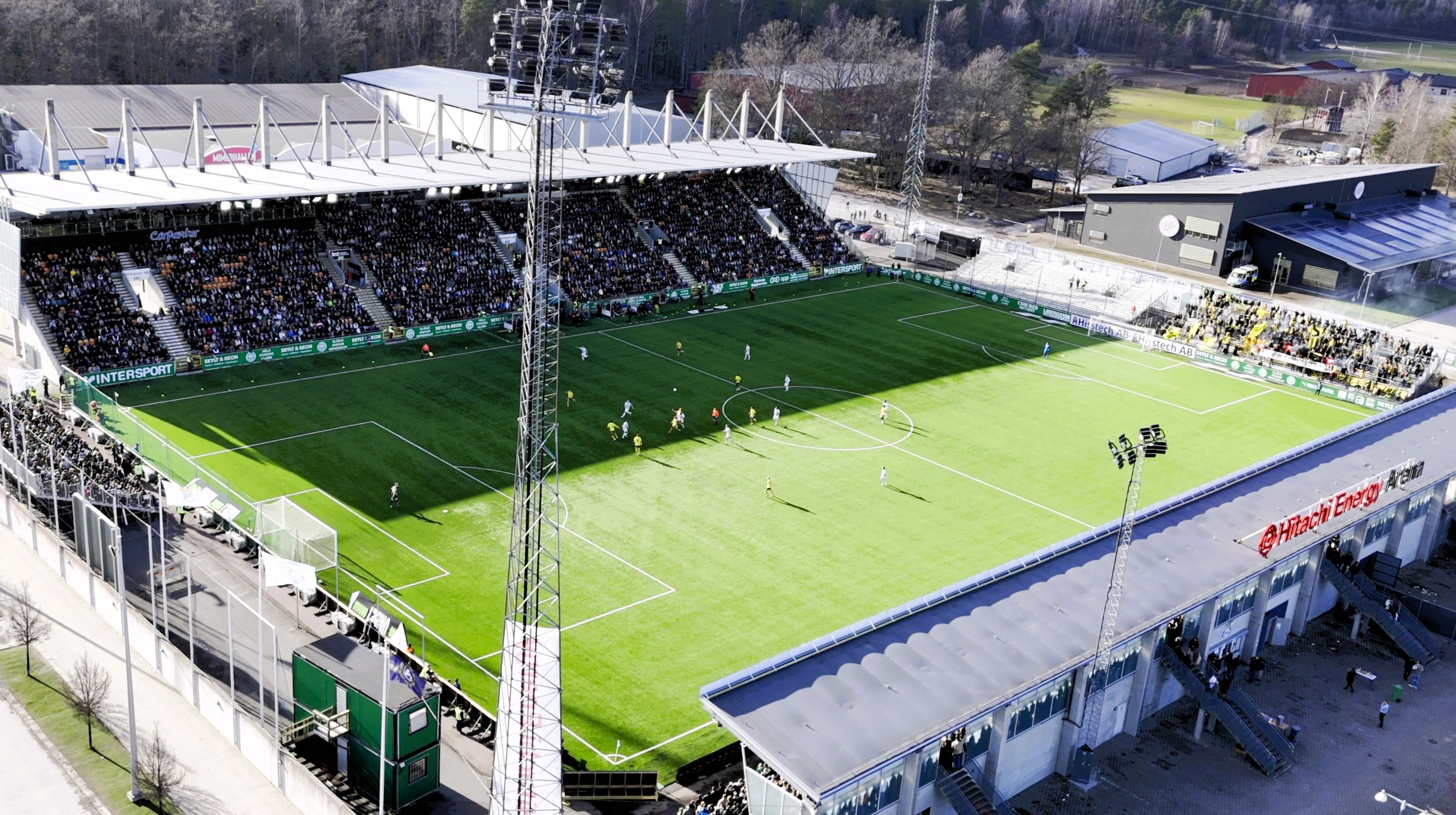
Hitachi Energy Arena VSK-IFE